# Kabinett Kopacz

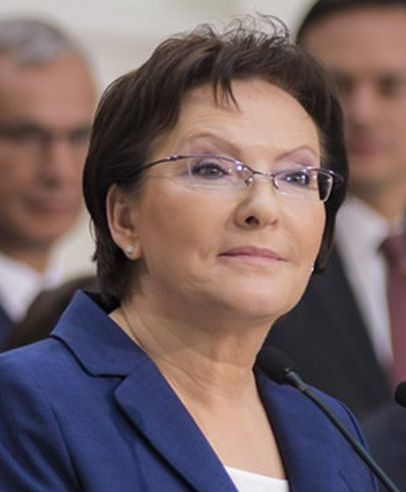
Ministerpräsidentin Ewa Kopacz, 2014

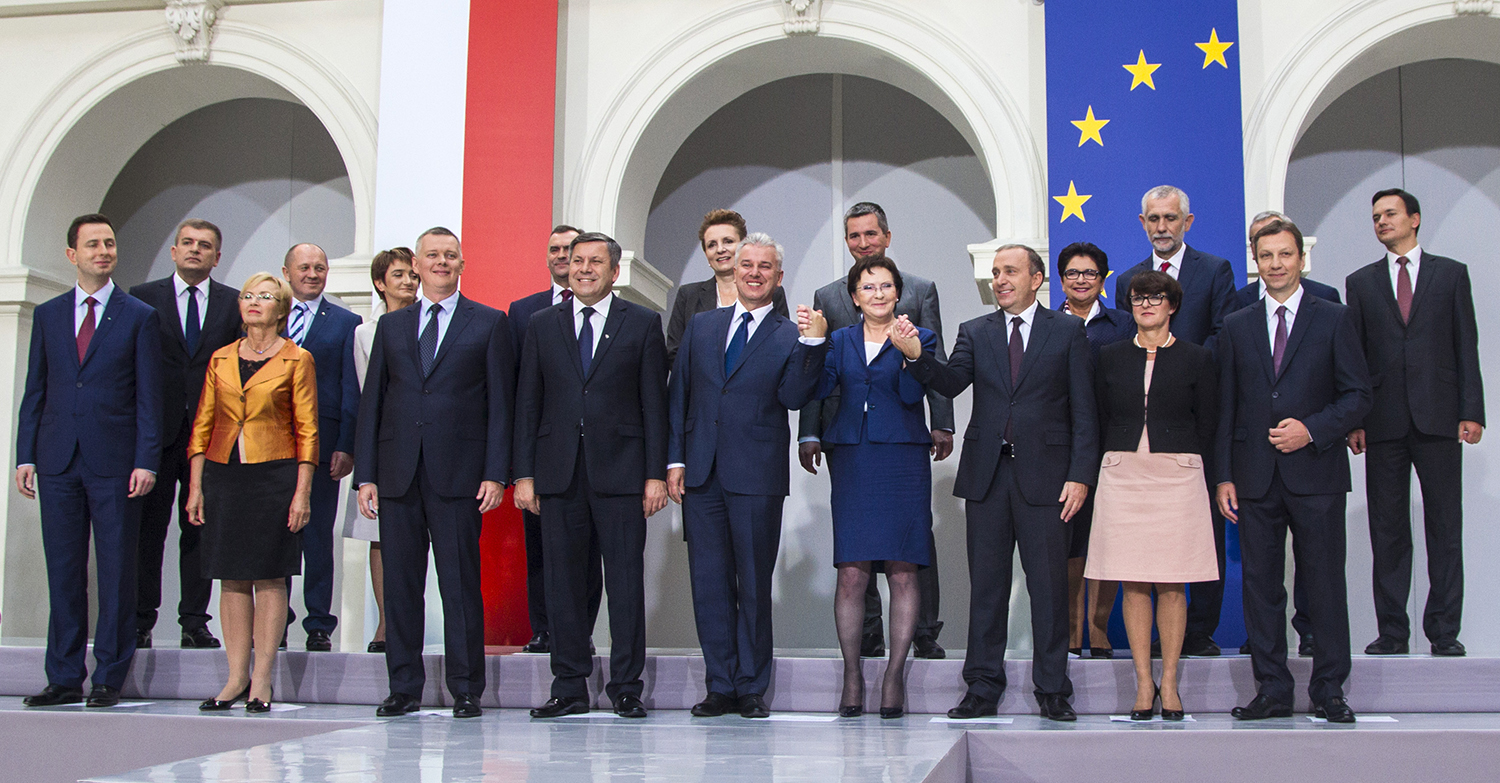
Präsentation der Regierung am 19. September 2014

Das Kabinett Kopacz bildete zwischen dem 22. September 2014 und dem 16. November 2015 unter Leitung von Ewa Kopacz die Regierung der Republik Polen. Die Neubildung bzw. die Bestätigung des Kabinetts war erforderlich, da der bisherige Regierungschef Donald Tusk zurückgetreten war, um das Amt des Präsidenten des Europäischen Rates zu übernehmen. Der Sejm bestätigte das Kabinett am 1. Oktober 2014.
Am 10. Juni 2015 legten die Minister Karpiński, Arłukowicz und Biernat ihre Ämter nieder, am 15. Juni 2015 erhielten sie ihre Entlassungsurkunden vom Präsidenten der Republik Polen und am Folgetag wurden ihre Nachfolger durch den Präsidenten berufen.
Nach der Niederlage bei der Parlamentswahl 2015 reichte die Regierung gemäß den Usancen am 12. November 2015, dem Tag der Konstituierung des neu gewählten Parlaments, ihren Rücktritt ein; sie wurde jedoch von Staatspräsident Andrzej Duda bis zur Bildung der neuen Regierung mit der Weiterführung der Amtsgeschäfte betraut. Die Vereidigung der neuen Regierung unter Beata Szydło erfolgte dann am 16. November 2015.

## Zusammensetzung des Ministerrats
| Amt                                                   | Name                      | Amtszeit                       |
| ----------------------------------------------------- | ------------------------- | ------------------------------ |
| Ministerratspräsidentin                               | Ewa Kopacz                | 22.09.2014 – 16. November 2015 |
|                                                       |                           |                                |
| Vizepräsident des Ministerrats                        | Janusz Piechociński       | 22.09.2014 – 16. November 2015 |
| Wirtschaftsminister                                   | Janusz Piechociński       | 22.09.2014 – 16. November 2015 |
| Vizepräsident des Ministerrats                        | Tomasz Siemoniak          | 22.09.2014 – 9. Oktober 2015   |
| Verteidigungsminister                                 | Tomasz Siemoniak          | 22.09.2014 – 16. November 2015 |
| Gesundheitsminister                                   | Bartosz Arłukowicz        | 22.09.2014 – 15. Juni 2015     |
| Gesundheitsminister                                   | Marian Zembala            | 16.06.2015 – 16. November 2015 |
| Minister für Tourismus und Sport                      | Andrzej Biernat           | 22.09.2014 – 15. Juni 2015     |
| Minister für Tourismus und Sport                      | Adam Korol                | 16.06.2015 – 16. November 2015 |
| Justizminister                                        | Cezary Grabarczyk         | 22.09.2014 – 30. April 2015    |
| Justizminister                                        | Borys Budka               | 04.05.2015 – 16. November 2015 |
| Umweltminister                                        | Maciej Grabowski          | 22.09.2014 – 16. November 2015 |
| Minister für Verwaltung und Digitalisierung           | Andrzej Halicki           | 22.09.2014 – 16. November 2015 |
| Schatzminister                                        | Włodzimierz Karpiński     | 22.09.2014 – 15. Juni 2015     |
| Schatzminister                                        | Andrzej Czerwiński        | 16.06.2015 – 16. November 2015 |
| Erziehungsministerin                                  | Joanna Kluzik-Rostkowska  | 22.09.2014 – 16. November 2015 |
| Wissenschafts- und Hochschulministerin                | Lena Kolarska-Bobińska    | 22.09.2014 – 16. November 2015 |
| Minister für Arbeit und Soziales                      | Władysław Kosiniak-Kamysz | 22.09.2014 – 16. November 2015 |
| Ministerin für Kultur und nationales Erbe             | Małgorzata Omilanowska    | 22.09.2014 – 16. November 2015 |
| Innenministerin                                       | Teresa Piotrowska         | 22.09.2014 – 9. Oktober 2015   |
| Minister für Landwirtschaft und ländliche Entwicklung | Marek Sawicki             | 22.09.2014 – 16. November 2015 |
| Außenminister                                         | Grzegorz Schetyna         | 22.09.2014 – 16. November 2015 |
| Finanzminister                                        | Mateusz Szczurek          | 22.09.2014 – 16. November 2015 |
| Ministerin für Infrastruktur und Entwicklung          | Maria Wasiak              | 22.09.2014 – 16. November 2015 |
| Minister (ohne Geschäftsbereich) – Kanzleileiter      | Jacek Cichocki            | 22.09.2014 – 16. November 2015 |

## Änderungen zum Kabinett Tusk II
Im Vergleich zum Vorgängerkabinett ergaben sich einige Änderungen: Wie auch Ministerpräsident Donald Tusk wechselte die bisherige Vizepräsidentin des Ministerrates und Ministerin für Infrastruktur Elżbieta Bieńkowska zur EU-Kommission, sie wurde vom Präsidenten dieser, Jean-Claude Juncker zur Kommissarin der Europäischen Kommission für Binnenmarkt, Industrie, Unternehmertum und kleine und mittlere Unternehmen berufen. Neuer Vizepräsident wurde Verteidigungsminister Tomasz Siemoniak, das Amt der Ministerin für Infrastruktur übernahm Maria Wasiak. Das Amt des Justizministers übernahm der bisherige Vizemarschall des Sejm Cezary Grabarczyk von Marek Biernacki. Der bisherige Minister für Verwaltung und Digitalisierung Rafał Trzaskowski wurde durch Andrzej Halicki ersetzt. Das Amt des Innenministers übernahm Teresa Piotrowska von Bartłomiej Sienkiewicz. Der bisherige Außenminister Radosław Sikorski wurde neuer Sejmmarschall, ihm folgte Grzegorz Schetyna.